# Acadêmicos da Vila
Grêmio Recreativo e Cultural Escola de Samba Acadêmicos da Vila Aparecida mais conhecida como  Acadêmicos da Vila é uma escola de samba da cidade de Bragança Paulista, São Paulo. Foi fundada em 12 de outubro de 1975, suas cores são o azul e o branco. Já conquistou o carnaval de sua cidade diversas vezes.
Possui uma escola de samba mirim, a "Vila do Amanhã". Em 2019, a Vila lançou a sua escola de samba sênior "Imortais da Vila".

## História
Em 2005, homenageou a ex-passista Pinah com o enredo "Pinah, A Musa Que beijou a flor, Hoje Enfeita o Pavão", fazendo um trocadilho entre os símbolos da Beija Flor e o seu próprio símbolo.
Obteve o vice-campeonato em 2011. Em 2012, ao marcar 295 pontos, foi novamente a vice-campeã.
No carnaval de 2015, no critério de desempate, a Acadêmicos da Vila saiu na frente, com 3 notas 10 no quesito comissão de frente, sendo assim a campeã do carnaval Bragantino.
Em 2017 seria campeã novamente, porém foi  penalizada em 3 pontos pelo estouro do tempo e acabou ficando em 4° lugar.
Em 2019, fez um carnaval memorável com o enredo “UBUNTU - Eu sou porque nós somos”, do carnavalesco Jefferson Stravinsky.
Eleito como o melhor carnavalesco de 2019, Jeff Stravinsky desenvolveu o enredo "Peabiru - O místico caminho do sol". Um desfile marcado pela riqueza de detalhes e coreografias empolgantes. 
Após dois anos sem as festividades de carnaval devido a pandemia, a agremiação levou para a avenida em 2023 o enredo "Mojubá Portela", do carnavalesco Jeff Stravinsky, onde contou a história de sua madrinha da agremiação, a poderosa Portela e conquistou o vice campeonato.
Em 2024, a Acadêmicos da Vila homenageou um grande empreendedor da cidade, José Mendonça, com o enredo "Da Ilha da Madeira à morada do Samba", desenvolvido pelo carnavalesco Jeff Stravinsky e sagrou-se a grande campeã do carnaval bragantino.

## Segmentos

### Presidentes
| Nome                               | Mandato     | Ref. |
| ---------------------------------- | ----------- | ---- |
| Francislaine Calazans              | 2019 - 2024 |      |
| Mateus Dias de Oliveira Preto      | 2016 - 2018 |      |
| João Afonso Sólis (Jango)          | 2015        |      |
| Ana Preto                          | 2014        |      |
| José Tadeu Silverio (Tadeu Muleke) | 2013        |      |
| Sergio Preto                       | 2009 - 2012 |      |
| Paulinho do Barril                 | 2007 - 2008 |      |
| Rui Alberto Cardoso                | 2004 - 2006 |      |
| Alessandro Sabella                 | 2003        |      |
| Rui Wanderley Oliveira Preto       | 2000 - 2002 |      |
| Edson Portugues                    | 1999        |      |

### Carnavalescos
| Nome                                | Mandato     | Ref. |
| ----------------------------------- | ----------- | ---- |
| Jefferson Stravinsky e Mateus Preto | 2014 - 2015 |      |
| Lucas Siqueira e Sergio Junior      | 2017        |      |
| Lucas Siqueira                      | 2018        |      |
| Jefferson Stravinsky                | 2019 - 2024 |      |
| Domingos da Silva Leite             | 2025        |      |

### Coreógrafo
| Ano         | Nome                                | Ref. |
| ----------- | ----------------------------------- | ---- |
| 2013 - 2015 | Jefferson Stravinsky e Mateus Preto |      |
| 2017 - 2018 | Mateus Preto                        |      |
| 2019 - 2025 | Bruno Machado                       |      |

### Casal de Mestre-sala e Porta-bandeira
| Ano         | Nome                              | Ref. |
| ----------- | --------------------------------- | ---- |
| 2016        | Paulo César e Geisle Siqueira     |      |
| 2017        | Paulo César e Geisle Siqueira     |      |
| 2019 - 2023 | Jean Carlos e Geisle Siqueira     |      |
| 2024        | Jean Carlos e Paola Davila        |      |
| 2025        | Fabiano Dourado e Geisle Siqueira |      |

### Rainhas de bateria
| Período     | Rainha         | Madrinha | Ref. |
| ----------- | -------------- | -------- | ---- |
| 2016        | Naila Calazans |          |      |
| 2017        | Naila Calazans |          |      |
| 2018 - 2024 | Naila Calazans |          |      |
| 2025        | Carol Cavalaro |          |      |

## Carnavais
| Acadêmicos da Vila |                      |              | |                                             |                            |       |
| Ano                | Colocação            | Grupo        | Enredo | Carnavalesco                                | Intérprete                 | Ref   |
| 1976               | -                    | Especial     | - | -                                           |                            |       |
| 1977               | -                    | Especial     | - | -                                           |                            |       |
| 1978               | -                    | Especial     | Samba, alegria de um povo | -                                           |                            |       |
| 1979               | Campeã               | Especial     | No reino dos Orixás | -                                           |                            |       |
| 1980               | -                    | Especial     | No mundo da Imaginação | -                                           |                            |       |
| 1981               | -                    | Especial     | Das riquezas de outrora ao Brasil de Agora                                                                                      | -                                           |                            |       |
| 1982               | -                    | Especial     | Brasil pandeiro, tetrasambando na copa de 82                                                                                    | -                                           |                            |       |
| 1983               | Campeã               | Especial     | Santo Vivo não faz Milagre - Adoniran Barbosa                                                                                   | Mércia Silva Leite                          |                            |       |
| 1984               | -                    | Especial     | O fantástico mundo de Ilusões                                                                                                   | -                                           |                            |       |
| 1985               | -                    | Especial     | Dez anos sob o astral de libra (Saruê Vila)                                                                                     | Simone Lisa                                 |                            |       |
| 1986               | -                    | Especial     | Paraiso, Paraiso | Domingos da Silva Leite                     |                            |       |
| 1987               | -                    | Especial     | Hoje tem Marmelada! E o palhaço quem é?                                                                                         | Domingos da Silva Leite                     |                            |       |
| 1988               | Campeã               | Especial     | Eu, ó Negro | José Rabello                                |                            |       |
| 1989               | Campeã               | Especial     | Samba, Amor e Tradição | José Rabello                                |                            |       |
| 1990               | Vice-Campeã          | Especial     | Uma Noite na Ópera | Domingos da Silva Leite                     |                            |       |
| 1991               | Campeã               | Especial     | Ao Som da Viola Severina, Feitios da Terra do Sol                                                                               | Domingos da Silva Leite                     |                            |       |
| 1992               | Campeã               | Especial     | A História do Sorvete | Domingos da Silva Leite                     |                            |       |
| 1993               | Vice-Campeã          | Especial     | Com Martinho, dá Vila | Domingos da Silva Leite                     |                            |       |
| 1994               | 3° colocada          | Especial     | Tem Malandro no Samba | Domingos da Silva Leite                     |                            |       |
| 1995               | 3° colocada          | Especial     | Unidos do Pau Brasil | Celso Tobias e Rui Wanderley Oliveira Preto |                            |       |
| 1996               | Campeã               | Especial     | Carmem Miranda - Banana da Terra                                                                                                | Domingos da Silva Leite                     | Du Melancia                |       |
| 1997               | não houve competição | Especial     | Máscaras | Domingos da Silva Leite                     | Du Melancia                |       |
| 1998               | Campeã               | Especial     | O Poder da Criação, a Magia da Vida                                                                                             | Celso Tobias e Rui Wanderley Oliveira Preto | Du Melancia                |       |
| 1999               | Campeã               | Especial     | Orgulho e Vaidade… Fazem Parte Deste Show                                                                                       | Jefferson Pistoresi                         | Du Melancia                |       |
| 2000               | Campeã               | Especial     | 80 Anos de Nicolas Cortez | Domingos da Silva Leite                     |                            |       |
| 2001               | 4° colocada          | Especial     | Vivências, uma Escola em Evolução                                                                                               |                                             |                            |       |
| 2002               | Campeã               | Especial     | Respeito é Bom e Eu Gosto | Rui Wanderley Oliveira Preto                |                            |       |
| 2003               | Vice-Campeã          | Especial     | Caiu na Rede é Luz! 100 anos da Bragantina.                                                                                     | Rui Wanderley Oliveira Preto                | Tadeu Muleke               |       |
| 2004               | Campeã               | Especial     | O Jogo do Poder - A Vila Pede Paz                                                                                               | Robson Silva                                | Tadeu Muleke               |       |
| 2005               | Campeã               | Especial     | Pinah, A Musa Que beijou a flor, Hoje Enfeita o Pavão                                                                           | Robson Silva                                | Tadeu Muleke               |       |
| 2006               | 3° colocada          | Especial     | Do Trampolim da História a Passarela da Glória: 70 Anos Clube de Regatas Bandeirantes                                           | Robson Silva                                | Tadeu Muleke               |       |
| 2007               | 3° colocada          | Especial     | A Sagração das Deusas do Infinito e a Ira do Senhor dos Sete Mares (Uma Odisseia Africana)                                      | Robson Silva                                | Tadeu Muleke e Du Melancia |       |
| 2008               | 4º colocada          | Especial     | Nas Ondas do Rádio, Deixa a Vila te Levar (60 Anos da Rádio Bragança AM)                                                        | Robson Silva                                | Du Melancia                |       |
| 2009               | 4º colocada          | Especial     | A Vila Vira a Página... e faz a Viagem do Saber!                                                                                | Virgílio Ramos                              | Tadeu Muleke               | [ 4 ] |
| 2010               | Campeã               | Especial     | No asfalto da alegria a Vila pede paz e conscientização no transito                                                             | Alex Almeida                                | Tadeu Muleke               | [ 1 ] |
| 2011               | Vice-campeã          | Especial     | No ano da Itália no Brasil, a Vila agita a “massa” e com molho de arte, apresenta o banquete da união                           | Jorge Marques                               | Tadeu Muleke               | [ 5 ] |
| 2012               | Vice-campeã          | Especial     | Um Passarinho me Contou... O Sorriso é o combustível do sucesso!                                                                | Comissão de Carnaval                        | Tadeu Muleke               | [ 3 ] |
| 2013               | 3° colocada          | Especial     | Agbalá - 250 Anos de Africanidades Bragantinas                                                                                  | Comissão de Carnaval                        | Tadeu Muleke               |       |
| 2014               | 3º colocada          | Especial     | O Poder do 7 - Sagrado, Misterioso, Curioso ou Divinal... A Vila pinta o 7 e conta seus mistérios na Avenida.                   | Jefferson Stravinsky e Mateus Preto         | Tadeu Muleke               |       |
| 2015               | Campeã               | Especial     | Deu a louca na quarentona - Nas Bodas de Rubi, a Vila mostra quem é louco aqui                                                  | Jefferson Stravinsky e Mateus Preto         | Tadeu Muleke               | [ 6 ] |
| 2016               | Não desfilou         | Não desfilou | Não desfilou | Não desfilou                                | Não desfilou               | [ 7 ] |
| 2017               | 4º colocada          | Especial     | Na Passarela da Gloria...A Campeonissima Conta uma Historia! Chico Zamper Um Brinde em Prata Sobre um Tesouro Guardado no Tempo | Lucas Siqueira e Sergio Junior              | Vitor Calazans             |       |
| 2018               | Vice-Campeã          | Especial     | O Olho que tudo vê! Vê futuro em você. A cada Batida, o fim se aproxima.                                                        | Lucas Siqueira                              | Vitor Calazans             |       |
| 2019               | 3ª colocada          | Especial     | Ubuntu: Eu sou porque nós somos                                                                                                 | Jefferson Stravinsky                        | Fredy Vianna               |       |
| 2020               | 3ª colocada          | Especial     | Peabiru - O místico caminho do sol                                                                                              | Jefferson Stravinsky                        | Fredy Vianna               |       |
| 2023               | Vice-Campeã          | Especial     | Mojubá Portela | Jeff Stravinsky                             | Fredy Vianna               |       |
| 2024               | Campeã               | Especial     | Da Ilha da Madeira à Morada do Samba                                                                                            | Jeff Stravinsky                             | Fredy Vianna               |       |
| 2025               | 3ª colocada          | Especial     | Adupé Vila! Gratidão aos que se foram, aos que são e aos que virão!                                                             | Domingos da Silva Leite                     | Fredy Vianna               | [ 8 ] |